# American Rock 'n' Roll
American Rock 'n' Roll is het derde soloalbum van de voormalige Eagles-gitarist Don Felder. Op dit album wordt hij bijgestaan door een groot aantal prominente muzikanten. 

## Achtergrond
Don Felder werd in 1974 lid van de Amerikaanse countryrockband Eagles. Hij kwam bij de band, toen hun derde album On the Border bijna klaar was. Daardoor kon hij slechts op twee tracks van dat album meespelen. Op de volgende albums (One of These Nights, Hotel California en The Long Run) heeft hij wel volledig meegespeeld. Felder schreef de melodie van het bekendste Eaglesnummer Hotel California en speelt de gitaarsolo op dat nummer samen met Joe Walsh. In 2001 werd hij ontslagen omdat er ruzie was ontstaan, met name over het verschil in beloning tussen de diverse bandleden. Na zijn vertrek uit de Eagles heeft Don Felder als sessiemuzikant gewerkt. Dit is zijn derde soloalbum, hij heeft eerder de albums Airborn (1983) en Road to Forever (2012) uitgebracht. 

## Muziek
Dit album opent met het rocknummer American Rock 'n' Roll, dat ook op single is uitgebracht. De gitaarsolo op dit nummer wordt gespeeld door  Slash (van Guns N' Roses) en de drums worden bespeeld door Mick Fleetwood (van Fleetwood Mac) en Chad Smith (van Red Hot Chili Peppers). In het ingetogen, melodieuze Falling in Love wordt keyboards gespeeld door Steve Porcaro (van Toto). In Lifelight zit een gitaarduel tussen Richie Sambora (van Bon Jovi) en Orianthi. My Little Latin Lover is een Zuid-Amerikaans nummer, waarin accordeon gespeeld wordt door Christophe Lampidecchia. Het nummer Rock You wordt gezongen door Sammy Hagar (o.a. bekend van Van Halen) en de achtergrondzang is van Bob Weir (mede-oprichter van Grateful Dead). In het melodieuze Sun (met Eagles-achtige  harmonieuze zang) speelt Greg Leiser pedaal steelgitaar. In The Way Things Have to Be zingt Dons dochter Leah Felder de achtergrondvocalen.  Alle nummers zijn geschreven door Don Felder. 

### Tracklist
| Nr. | Titel                     | Duur |
| --- | ------------------------- | ---- |
| 1.  | American Rock 'n' Roll    | 3:40 |
| 2.  | Charmed                   | 3:16 |
| 3.  | Falling in Love           | 4:25 |
| 4.  | Hearts on Fire            | 4:32 |
| 5.  | Limelight                 | 3:47 |
| 6.  | Little Latin Lover        | 3:33 |
| 7.  | Rock You                  | 3:42 |
| 8.  | She Doesn't Get It        | 3:34 |
| 9.  | Sun                       | 4:31 |
| 10. | The Way Things Have to Be | 4:19 |
| 11. | You're My World           | 3:48 |

## Muzikanten
- Don Felder – akoestische en elektrische gitaar, zang (tracks 1- 11)
- Christophe Lampidecchia – accordeon (track 6)
- Timothy Drury – achtergrondzang (tracks 2, 9)
- Leah Felder – achtergrondzang (tracks 5, 10)
- Sean Holtz - achtergrondzang (track 5)
- Monet Owens – achtergrondzang (tracks 1, 2, 3, 6, 8, 11)
- Bob Weir – achtergrondzang (track 7)
- Joe Williams – achtergrondzang (track 4)
- Alex Alessandroni – bas, keyboards, moogbas, piano (tracks 4, 6, 10)
- Chris Chaney – bas (tracks 5, 7, 10, 11)
- Nathan East – bas (tracks 1, 2, 3, 9)
- Abraham Laboriel sr. – bas (track 6)
- Robin Dimaggio – drumstel, handklap, percussie (tracks 2, 3, 4, 5, 6, 7, 8, 9, 11)
- Mick Fleetwood – drums (track 1)
- Steve Gadd – drums (track 9)
- Jim Keltner – drums (tracks 10, 11)
- Chad Smith – drums (track 1)
- Todd Sucherman – drums (track 8)
- Orianthi - elektrische gitaar (track 5)
- Peter Frampton – elektrische gitaar (track 10)
- Alex Lifeson – elektrische gitaar (track 2)
- Richie Sambora – elektrische gitaar (track 5)
- Joe Satriani – elektrische gitaar (track 7)
- Slash – elektrische gitaar (track 1)
- Kenneth Crouh – keyboards (track 11)
- David Paich – keyboards, piano (tracks 4,10)
- Steve Porcaro – keyboard, synthesizer (track 3)
- Mike Finnigan – orgel (tracks 2,5,7,10,11)
- Greg Leisz – pedalsteelgitaar (track 9)
- Lenny Castro – percussie (tracks 1,2,5,6,7,8,10,11)
- Sammy Hagar – zang (track 7)

## Productie
- Don Felder - producer
- Julian Chan – geluidstechnicus
- Bob Clearmountain – geluidstechnicus
- Brett Cookingham – geluidstechnicus
- Lynn Peterson – geluidstechnicus
- JR Taylor – geluidstechnicus
- Bernie Grundman – mastering